# Hamid Soryan Reihanpour

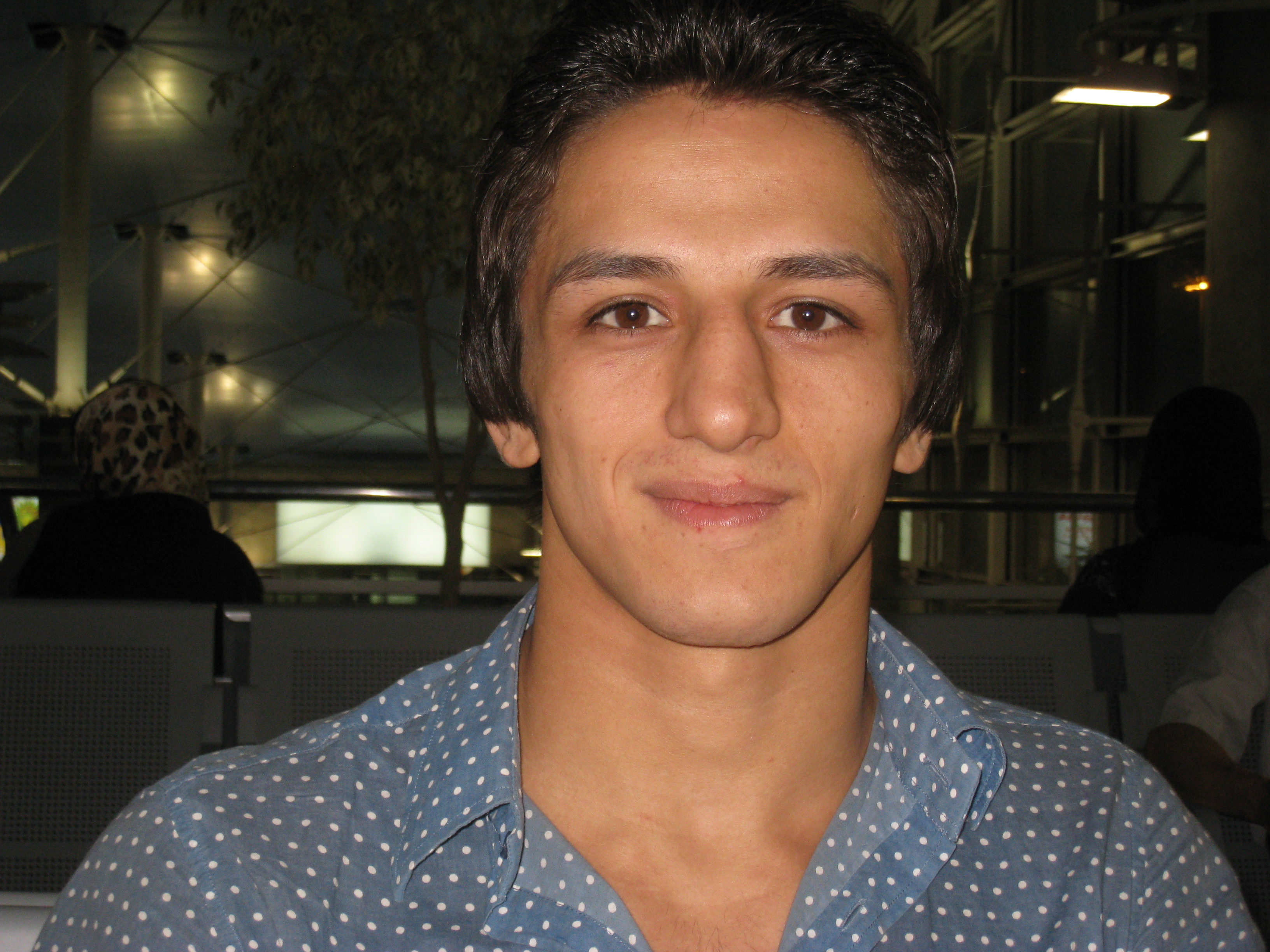
Hamid Soryan 2008

Hamid Soryan Reihanpour (persisch حمید سوریان ریحانپور; * 24. August 1985 in Teheran) ist ein iranischer Ringer. Er ist sechsfacher Weltmeister und Olympiasieger 2012 im griechisch-römischen Stil im Bantamgewicht.

## Werdegang
Hamid Soryan begann 1996 als Jugendlicher in seiner Heimatstadt Teheran mit dem Ringen. Er konzentrierte sich dabei auf den griechisch-römischen Stil. Er ist Mitglied des Babas Ringervereins. Bei einer Größe von 1,58 Metern ringt er im Bantamgewicht und seit 2010 bei weniger wichtigen Veranstaltungen im Federgewicht.
Er war bereits als Junior sehr erfolgreich. So wurde er 2005 asiatischer Juniorenmeister in Jeju-si/Südkorea und im gleichen Jahr in Vilnius auch Junioren-Weltmeister im Bantamgewicht vor so guten Ringern wie Scherah Schodmanow aus Usbekistan, Rövşən Bayramov aus Aserbaidschan und Rewas Laschchi aus Georgien. Schließlich wurde er im gleichen Jahr in Budapest auch noch Weltmeister bei den Senioren. Er besiegte auf dem Weg zu diesem Titel Wugar Ragimow aus der Ukraine, Bayram Özdemir aus der Türkei, Lázaro Rivas aus Kuba, Ermek Kuketow aus Kasachstan und Park Eun-chul aus Südkorea.
Bei der Weltmeisterschaft 2006 in Guangzhou bewies Hamid Soryan, dass der Gewinn des Weltmeistertitels 2005 kein Zufall war, denn er gewann dort seinen zweiten WM-Titel. Dabei besiegte er Vicente Lillo Garcia aus Spanien, Wugar Ragimow, Wenelin Wenkow aus Bulgarien, Lindsey Durlacher aus den Vereinigten Staaten und Rövşən Bayramov. 2007 wurde er in Bischkek erstmals Asienmeister vor Cha Kwang Su aus Nordkorea und Lee Jang-baik aus Südkorea. Er wurde in diesem Jahr in Baku auch wieder Weltmeister. Er besiegte dabei folgende Ringer: Shane Parker aus Australien, Anders Nyblom aus Dänemark, Lindsey Durlacher, Virgil Munteanu aus Rumänien, Kristijan Fris aus Serbien und Park Eun-chul.
Nach dem erneuten Gewinn des Asienmeister-Titel 2008 in Jeju-si fuhr Hamid Soryan als dreifacher Weltmeister natürlich als hoher Favorit zu den Olympischen Spielen in Peking. In seinen beiden ersten Kämpfen besiegte er dort Wenelin Wenkow und Elgin Elwais aus Palau sicher nach Punkten. In seinem dritten Kampf musste er aber eine knappe Punktniederlage (1:2 Runden bei 4:4 Punkten) gegen Nasir Mankijew aus Russland hinnehmen, womit der Traum vom Olympiasieg schon vorbei war. Er siegte dann noch gegen Kristijan Fris, verlor aber im Kampf um eine olympische Bronzemedaille auch gegen Park Eun-chul, den er vorher schon mehreremale besiegt hatte, knapp nach Punkten (1:2 Runden, 3:3 Punkte) und musste deshalb mit dem 5. Platz vorliebnehmen.
Bei der Weltmeisterschaft 2009 in Herning/Dänemark bewies er dann, dass er diese Niederlage gut verarbeitet hatte, denn er holte sich in Herning mit Siegen über Joaquim Martinez Abellan, Spanien, Spenser Mango, Vereinigte Staaten, Erhan Karakus, Türkei, Håkan Nyblom, Dänemark und Roman Amojan, Armenien, seinen vierten Weltmeistertitel. Diesem Titel ließ er bei der Weltmeisterschaft in Moskau mit Siegen über Mohammad Bouterfassa, Algerien, Wenelin Wenkow, Jani Haapamäki, Finnland, Roman Amojan und Choi Gyu-jin, Südkorea seinen fünften Weltmeistertitel folgen. Nach dieser Meisterschaft verlor er seine Form. Das zeigte sich schon bei den Asien-Spielen 2010 in Guangzhou. Er belegte dort als amtierender Weltmeister nur den 5. Platz. Auch im Jahre 2011 gelangen ihm keine Spitzenergebnisse und er wurde vom iranischen Ringerverband bei der Weltmeisterschaft in istanbul gar nicht eingesetzt.
Im Olympiajahr 2012 brachte er sich aber wieder in eine gute Form und erkämpfte sich beim Olympia-Qualif.-Turnier in Astana mit einem 2. Platz hinter dem Japaner Kohei Hasegawa die Startberechtigung bei den Olympischen Spielen in London. In London war er schließlich wieder in Bestform und holte sich dort mit Siegen über Arsen Erakijew, Kirgisistan, Peter Modos, Ungarn, Håkan Nyblom und Rövşən Bayramov den Olympiasieg, den er 2008 verpasst hatte.
Mit diesem Olympiasieg und den fünf Weltmeistertiteln gehört Hamid Soryan zu den ganz Großen des Ringersports.
Nachdem Hamid Soryan Reihanpour 2013 pausierte, nahm er 2014 wieder an der Weltmeisterschaft in Taschkent teil. Er startete dort in der Gewichtsklasse bis 59 kg und gewann mit Siegen über Alex Anechite, Rumänien, Haitham Mahmoud Fahmy, Ägypten, Ismael Borrero Molina, Kuba, Taleh Mammadow, Aserbaidschan, Elmurat Tasmuradow, Usbekistan und Mingijan Semjonow, Russland zum sechsten Male den Weltmeistertitel.
2015 startete Hamid Soryan Reihanpour bei keinen internationalen Meisterschaften. Für die Teilnahme an den Olympischen Spielen 2016 in Rio de Janeiro musste er sich erst qualifizieren, da 2015 auch kein anderer iranischer Ringer in dieser Gewichtsklasse einen Startplatz erkämpft hatte. Die Qualifikation gelang ihm erst beim dritten Anlauf. Beim Qualifikationsturnier im März 2016 in Astana belegte er in der Gewichtsklasse bis 59 kg den 7. Platz, beim Qualifikationsturnier im April 2016 in Ulaan-Baatar kam er gar nur auf den 11. Platz und beim Qualifikationsturnier im Mai 2016 in Istanbul siegte er vor Jesse David Thielke aus den Vereinigten Staaten.
Bei den Olympischen Spielen in Rio de Janeiro verlor Hamid Soryan Reihanpour in der ersten Runde gegen den Japaner Shinobu Ōta. Da dieser das Finale erreichte, konnte er in der Trostrunde weiterkämpfen, verlor aber dort gegen Almat Kebispajew aus Kasachstan und erreichte so nur den 11. Platz.

## Internationale Erfolge
| Jahr | Platz | Wettbewerb                                           | Gewichtsklasse | Ergebnisse |
| 2001 | 7.    | Asiatische Juniorenmeisterschaft (Cadets) in Teheran | bis 46 kg      | Sieger: Mohammad Alishzadeh, Iran vor B. Bektaschow, Kirgisistan |
| 2004 | 2.    | Asiatische Juniorenmeisterschaft in Almaty           | Bantam         | hinter Aisultan Baisaqow, Kasachstan, vor Elbek Tojiew, Usbekistan und Ruslan Tümönbajew, Kirgisistan                                                                                                |
| 2005 | 1.    | Asiatische Juniorenmeisterschaft in Jeju-si/Südkorea | Bantam         | vor Lee Jung-baek, Südkorea und Ryo Minemura, Japan |
| 2005 | 1.    | Junioren-WM in Vilnius                               | Bantam         | vor Scherah Schodmanow, Usbekistan, Rövşən Bayramov, Aserbaidschan und Rewas Laschchi, Georgien |
| 2005 | 1.    | WM in Budapest                                       | Bantam         | nach Siegen über Wugar Ragimow, Ukraine, Bayram Özdemir, Türkei, Lázaro Rivas, Kuba, Ermek Kuketow, Kasachstan und Park Eun-chul, Südkorea                                                           |
| 2006 | 3.    | Golden-Grand-Prix in Baku                            | Bantam         | hinter Rövşən Bayramov, Aserbaidschan und Irakli Tschotschua, Georgien |
| 2006 | 1.    | WM in Guangzhou                                      | Bantam         | nach Siegen über Vicente Lillo Garcia (Spanien), Wugar Ragimow, Wenelin Wenkow (Bulgarien), Lindsey Durlacher (USA) und Rowschan Bajramow                                                            |
| 2007 | 1.    | Asienmeisterschaften in Bischkek                     | Bantam         | vor Cha Kwang-su, Nordkorea und Lee Jung-baek, Südkorea |
| 2007 | 3.    | Dan Kolow & Nikola Petrow-Turnier in Sofia           | Bantam         | hinter Wenelin Wenkow und Maxim Mordowin, Russland |
| 2007 | 1.    | WM in Baku                                           | Bantam         | nach Siegen über Shane Parker, Australien, Anders Nyblom, Dänemark, Lindsey Durlacher, Virgil Munteanu, Rumänien, Kristijan Fris, Serbien und Park Eun-chul                                          |
| 2008 | 1.    | Asienmeisterschaft in Jeju-si                        | Bantam         | vor Cha Kwang-su, Nordkorea und Kohei Hasegawa, Japan |
| 2008 | 5.    | OS in Peking                                         | Bantam         | nach Siegen über Wenelin Wenkow, Elgin Elwais, Palau und Kristijan Fris und Niederlagen gegen Nasir Mankijew, Russland und Park Eun-chul                                                             |
| 2009 | 1.    | WM in Herning/Dänemark                               | Bantam         | nach Siegen über Joaquim Martinez Abellan, Spanien, Spenser Mango, USA, Erhann Karakus, Türkei, Håkan Nyblom, Dänemark und Roman Amojan, Armenien                                                    |
| 2010 | 1.    | Golden-Grand-Prix in Tiflis                          | Feder          | vor Yerbol Konuratow, Kasachstan und Rewas Laschchi |
| 2010 | 1.    | WM in Moskau                                         | Bantam         | nach Siegen über Mohamed Bouterfassa, Algerien, Wenelin Wenkow, Jani Haapamäki, Finnland, Roman Amojan und Choi Gyu-jin, Südkorea                                                                    |
| 2010 | 5.    | Asien-Spiele in Guangzhou                            | Bantam         | hinter Kohei Hasegawa, Kanybek Solschubekow, Kirgisistan, Li Shujin, China und Marat Karischatow, Kasachstan                                                                                         |
| 2011 | 13.   | Giwi Kartosija & Wachtang Blagidse-Turnier in Tiflis | Feder          | Sieger: Dilshod Aripov, Usbekistan vor Irakli Tschotschua, Georgien |
| 2011 | 5.    | FILA-Test-Turnier in London                          | Feder          | hinter Aslan Abdullin, Russland, Tarik Belmadani, Frankreich, Håkan Nyblom und Woo Seung-jae, Südkorea                                                                                               |
| 2012 | 2.    | Olympia-Qualif.-Turnier in Astana                    | Bantam         | hinter Kohei Hasegawa, vor Aschkat Kudaibergenow, Kasachstan und Rajender Kumar, Indien |
| 2012 | 2.    | Welt-Cup in Saransk                                  | Bantam         | hinter Lee Jung-baek, Südkoreavo vor Madi Scharbalow, Kasachstan und Elçin Əliyev, Aserbaidschan |
| 2012 | Gold  | OS in London                                         | Bantam         | mit Siegen über Arsen Eralijew, Kirgisistan, Péter Módos, Ungarn, Håkan Nyblom und Rövşən Bayramov                                                                                                   |
| 2014 | 1.    | Golden-Grand-Prix in Szombathely                     | bis 59 kg      | vor Rahman Bilici, Türkei, Stig Andre Berge, Norwegen und Shinobu Ota, Japan |
| 2014 | 1.    | "Wladyslaw-Pytlasinski"-Turnier in Danzig            | bis 66 kg      | vor Dominik Etlinger, Kroatien, Edgaras Venckaitis, Litauen und Frank Stäbler, Deutschland |
| 2014 | 1.    | WM in Taschkent                                      | bis 59 kg      | nach Siegen über Alex Anechite, Rumänien, Haitham Mahmoud Fahmy, Ägypten, Ismael Borrero Molina, Kuba, Taleh Mammadow, Aserbaidschan, Elmurat Tasmuradow, Usbekistan und Mingijan Semjonow, Russland |
| 2015 | 9.    | "Dan Kolow & Nikola Petrow"-Turnier in Sofia         | bis 59 kg      | Sieger: Iwo Angelow vor Alexander Kostadinow, beide Bulgarien |
| 2015 | 23.   | "Wladyslaw-Pytlasinski"-Turnier in Warschau          | bis 59 kg      | Sieger: Mingijan Semjonow vor Iwo Angelow |
| 2016 | 7.    | Olympia-Qualifikationsturnier in Astana              | bis 59 kg      | Sieger: Wang Lumin, China vor Shinobu Ōta, Japan |
| 2016 | 11.   | Olympia-Qualifikationsturnier in Ulaan-Baatar        | bis 59 kg      | Sieger: Kim Seung-hak, Südkorea vor Stig Andre Berge, Norwegen |
| 2016 | 1.    | Olympia-Qualifikationsturnier in Istanbul            | bis 59 kg      | vor Jesse David Thielke, USA |
| 2016 | 11.   | OS in Rio de Janeiro                                 | bis 59 kg      | nach Niederlagen gegen Shinobu Ōta und Almat Kebispajew, Kasachstan |

Erläuterungen
- alle Wettbewerbe im griechisch-römischen Stil
- OS = Olympische Spiele, WM = Weltmeisterschaft
- Bantamgewicht, Gewichtsklasse bis 55 kg, Federgewicht, bis 60 kg Körpergewicht (bis 31. Dezember 2013, seit 1. Januar 2014 gilt eine Gewichtsklasseneinteilung durch den Ringer-Weltverband FILA)